# Mytilinidion andinense
Mytilinidion andinense är en svampart som först beskrevs av Messuti & Lorenzo, och fick sitt nu gällande namn av E. Boehm, C.L. Schoch & Spatafora 2009. Mytilinidion andinense ingår i släktet Mytilinidion och familjen Mytilinidiaceae.   Inga underarter finns listade i Catalogue of Life.